# Oleg Kotov
Oleg Valerjevič Kotov (rusky Олег Валерьевич Котов, * 27. října 1965 v Simferopolu, Krymská oblast, Ukrajinská SSR, SSSR) je bývalý ruský kosmonaut (1996 - 2016), člen oddílu kosmonautů Střediska přípravy kosmonautů J. A. Gagarina. Roku 2007 absolvoval půlroční kosmický let na Mezinárodní vesmírnou stanici (ISS) jako palubní inženýr Expedice 15. V prosinci 2009 – červnu 2010 pobýval podruhé v kosmu jako člen Expedice 22 a 23 na ISS. Od září 2013 do března 2014 opět žil a pracoval na ISS jako člen Expedice 37 a Expedice 38.

## Život

### Mládí, vojenský lékař
Oleg Kotov pochází ze Simferopolu na Krymu, narodil se v rodině vojáka, je ruské národnosti. Roku 1988 absolvoval fakultu letecké a kosmické medicíny Vojensko-lékařské akademie S. M. Kirova v Leningradě. Poté nastoupil ve Středisku přípravy kosmonautů J. A. Gagarina (CPK) v Hvězdném městečku. Zde se podílel na přípravě kosmonautů, zajišťoval jejich výcvik v barokomoře. Později se zabýval problematikou vlivu kosmického letu na lidský organismus a učil kosmonauty lékařsko-biologickým experimentům.

### Kosmonaut
Roku 1993 požádal o přijetí do oddílu kosmonautů. Ještě před vyřízením žádosti se začal účastnit výcviku. Až 16. února 1996 byl Meziresortní komisí doporučen k přípravě a 7. června 1996 se konečně stal členem oddílu kosmonautů CPK. Absolvoval dvouletou všeobecnou kosmickou přípravu a 18. března 1998 získal kvalifikaci kosmonaut-výzkumník, v prosinci 1999 mu byla přiznána vyšší kvalifikace zkušební kosmonaut.
Od května 1998 nahradil Jurije Šargina v záložní posádce 26. základní expedice na Mir (start v srpnu 1998). V březnu – říjnu 1999 působil jako představitel CPK u NASA. V říjnu 2000 se stal členem záložní posádky Expedice 6, ale v srpnu 2001 byl nahrazen Saližanem Šaripovem. V prosinci 2002 se stal náhradníkem 5. návštěvní expedice na ISS, po havárii Columbie byly posádky rozpuštěny. Od prosince 2003 byl náhradníkem Expedice 14, už za měsíc byl převeden do záložní posádky Expedice 13. V červenci 2005 se stal členem skupiny 15/16/17 (z ní byly zformovány expedice příslušného čísla). V květnu 2006 byl jmenován členem posádky Expedice 15.

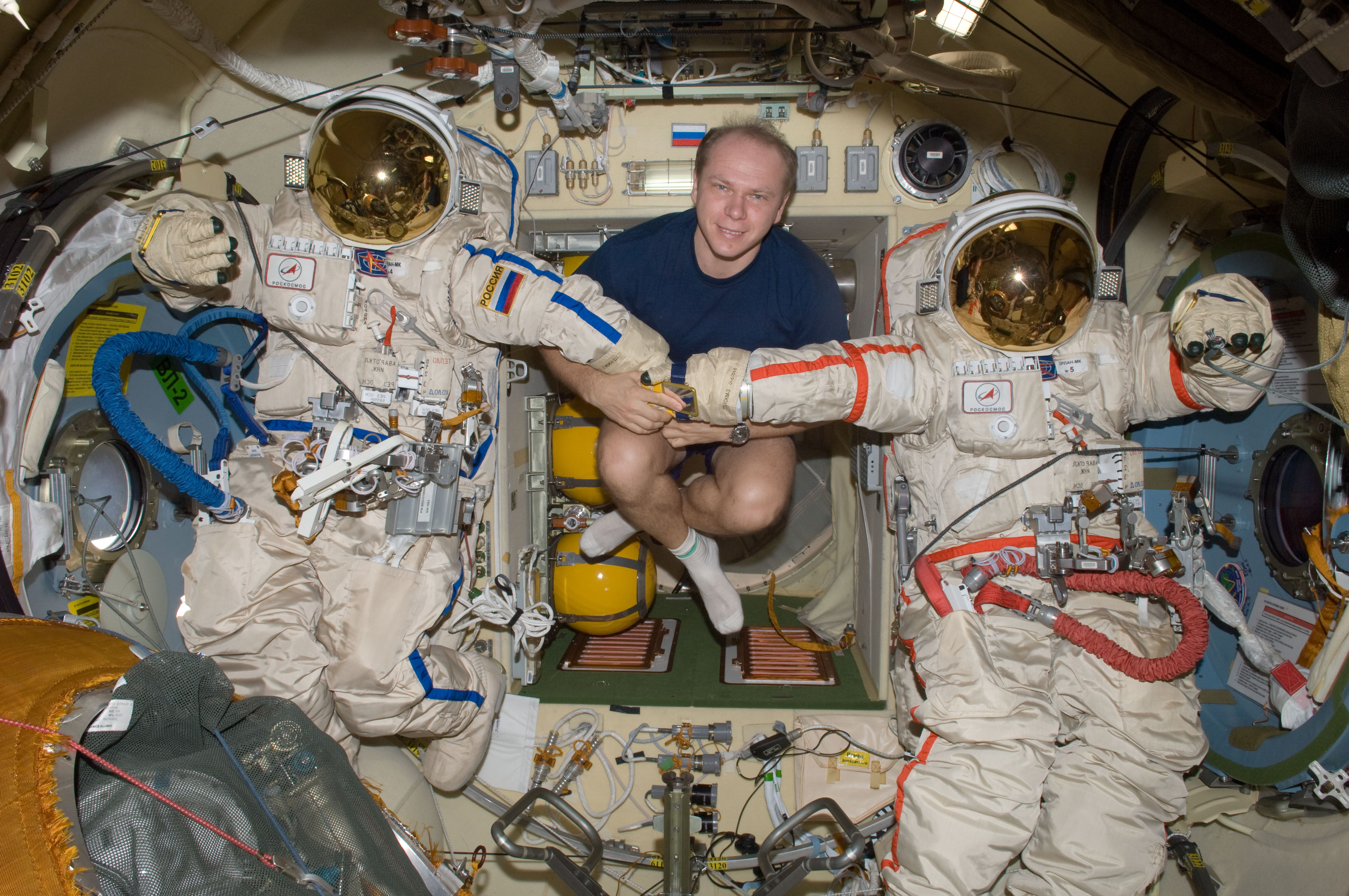
Oleg Kotov pózuje se skafandry Orlan během příprav na výstup do vesmíru, modul Poisk, 11. ledna 2010.

Do vesmíru vzlétl 7. dubna 2007 v Sojuzu TMA-10 (velitel lodi) s Fjodorem Jurčichinem (palubní inženýr) a vesmírným turistou Charlesem Simonyim. Členové Expedice 15 – velitel Fjodor Jurčichin a palubní inženýr Kotov převzali stanici od Expedice 14, jejíž dva členové (Michael López-Alegría a Michail Ťurin) se Simonyim po týdnu přistáli se Sojuzem TMA-9, přičemž zbývající členka Expedice 14 Sunita Williamsová přešla do nové posádky. V červnu 2007 raketoplán Atlantis přivezl Claytona Andersona, který nahradil Williamsovou. Během letu Kotov dvakrát vystoupil do vesmíru, dohromady na 11 hodin a 3 minuty. V říjnu 2007 Jurčichin s Kotovem předali stanici následníkům z Expedice 16 a 21. října přistáli na Zemi.
V září 2008 byla oznámena nominace Kotova do základní posádky Expedice 22 a 23. Po patnáctiměsíční přípravě vzlétl na oběžnou dráhu Země 20. prosince 2009 jako velitel Sojuzu TMA-17 společně s Sóiči Nogučim a Timothy Creamerem. V dlouhodobé posádce Expedice 22 působil jako palubní inženýr, v posádce Expedice 23 zaujal místo velitele. 15. ledna provedl svůj třetí výstup na povrch stanice, výstup trval 5 hodin a 44 minut.
Začátkem roku 2011 byl zařazen do posádek Expedice 37/38 s plánovaným startem v září 2013. Zařazení je spojené s působením v záloze Expedice 35/36. V únoru 2011 bylo jmenování oficiálně potvrzeno agenturou ESA. Ke svému třetímu letu odstartoval v lodi Sojuz TMA-10M z kosmodromu Bajkonur 25. září 2013 ve funkci velitele lodi společně s palubními inženýry Sergejem Rjazanským a Michaelem Hopkinsem. Po šestihodinovém letu se 26. září Sojuz spojil s Mezinárodní vesmírnou stanicí a trojice kosmonautů se připojila ke kolegům z Expedice 37, Fjodoru Jurčichinovi, Luca Parmitanovi a Karen Nybergové.
V listopadu 2013 Kotov převzal velení stanici. Během letu třikrát vystoupil do vesmíru, přičemž druhý výstup trvající 8 hodin a 7 minut byl dosud nejdelším výstupem v ruských skafandrech. Všechny tři výstupy dohromady trvaly 20 hodin a 5 minut. Dne 9. března předal velení nad stanicí japonskému astronautovi Kóiči Wakatovi a 11. března 2014 se posádka Sojuzu TMA-10M vrátila na Zem.
Ke 4. květnu 2016 odešel ze Střediska přípravy kosmonautů.

### Manažer
Od května 2016 pracoval v Ústředním vědecko-výzkumném institutu strojírenství (CNIIMaš) jako náčelník Centra pilotovaných programů. Roku 2018 přešel do Institutu lékařsko-biologických problémů (věnujícího se otázkám kosmické medicíny) na místo náměstka ředitele pro vědu.
Oleg Kotov je ženatý, má dceru a syna.

## Vyznamenání
- Hrdina Ruské federace (6. prosince 2008),[2]
- Letec-kosmonaut Ruské federace (6. prosince 2008),[2]
- Řád Za zásluhy o vlast IV. třídy (30. října 2010),[2]
- Řád Za zásluhy o vlast III. třídy (22. srpna 2015).[2]